# Constitution de la Birmanie
La Constitution de la république de l'Union du Myanmar (မြန်မာနိုင်ငံ ဖွဲ့စည်းပုံ အခြေခံ ဥပဒေ) est le texte définissant les lois fondamentales de la Birmanie. Elle a changé plusieurs fois depuis la fondation du pays, issu de la décolonisation des Indes.

## Historique

### Constitution de 1947
Le texte de 1947 a été rédigé par Chan Htoon et a été utilisé depuis l'indépendance du pays en 1948 jusqu'en 1962, année à laquelle le Conseil révolutionnaire uni socialiste menée par Ne Win l'a suspendue.
Le gouvernement observait la séparation des pouvoirs entre le judiciaire, le législatif et l'exécutif. Le législatif reposait sur le bicaméralisme (Parlement de l'Union). La première comportait 125 sièges, l'Assemblée nationale Chambre des nationalités ((my) လူမျိုးစုလွှတ်တော် (Lumyozu Hluttaw) et la seconde, la Chambre des représentants (Pyithu Hluttaw), dont le nombre de sièges était déterminé en fonction  de la démographie des différentes circonscriptions,.

### Constitution de 1974
Approuvée par le Référendum constitutionnel birman de 1973, la Constitution de 1974 était la deuxième constitution du pays. Elle apporte une législature unicamérale nommée Pyithu Hluttaw (Assemblée du Peuple), représentée par des membres du Parti du programme socialiste birman. Son renouvellement s'opérait tous les quatre ans. Ne Win est devenu président à cette époque.

### Entre 1988 et 2010
En prenant le pouvoir en septembre 1988, la dictature militaire (SLORC) a suspendu la constitution,.
Le pouvoir avait appelé en 1993 à la fondation d'une constitution, processus suspendu en 1996 lorsque la Ligue nationale pour la démocratie l'a boycotté, qualifiant le texte d'anti-démocratique. Le processus de fondation d'une constitution avait été relancé en 2004, en excluant la Ligue nationale pour la démocratie. La Birmanie reste sans constitution jusqu'à 2008.

## Constitution de 2008
Le 9 avril 2008, le gouvernement militaire, alors toujours au pouvoir en Birmanie, propose une fois encore une nouvelle constitution au peuple devant faire l'objet d'un référendum public le 10 mai. Il est entré en vigueur le 31 janvier 2011.
La mesure s'inscrit dans un plan pour l'instauration de la démocratie. Le texte est présenté par les militaires au pouvoir comme annonciateur d'un retour démocratique, alors que pour ses opposants, il ne s'agit que d'un outil supplémentaire pour prolonger le contrôle militaire du pays. Le texte prévoit la tenue à une échéance de deux d'élections législatives. Il comporte une clause sur mesure destinée à écarter Aung San Suu Kyi du pouvoir, en prévoyant l'impossibilité pour les personnes mariées à des étrangers ou ayant des enfants étrangers d'accéder à des fonctions politiques.
Le pouvoir législatif, fondée sur une Assemblée de l'Union bicamérale, comporterait la Chambre des représentants (440 sièges) et la Chambre des nationalités (224 sièges). Les militaires conserveraient alors un maximum de 56 des 224 sièges de la Chambre des nationalités et 110 des 440 sièges de la Chambre des représentants.

### Référendum constitutionnel de 2008
Le 10 mai 2008, un référendum était organisé pour définir le cadre du fonctionnement politique du pays. Le gouvernement n'a pas accepté de repousser le référendum malgré l'arrivée du Cyclone Nargis,.
La Ligue nationale pour la démocratie dirigée par Aung San Suu Kyi n'a pas été autorisée à participer à la rédaction de la constitution ; elle a exhorté les citoyens a la rejeter, la qualifiant de mascarade.
Le 24 mai, les autorités annoncent un taux de participation de 98,12 %, avec 92,48 % des voix en faveur de la Constitution, contre 6,1 % de « non » et 1,42 % de bulletins nuls. Le projet de réforme constitutionnelle est donc adopté.

### Élections de 2012
En dépit de son opposition à la constitution de 2008, la Ligue nationale pour la démocratie a participé aux élections législatives partielles de 2012, qu'elle a largement remportées.